# Triglycerid

Strukturformel för en triglycerid.

Triglycerider (TG, triacylglyceroler, TAG) är kemiska föreningar i form av estrar mellan tre fettsyramolekyler och en glycerolmolekyl. Det finns både enkla och blandade triglycerider, där de enkla innehåller samma sorts fettsyra. Fettsyror som ofta förekommer är palmitinsyra, stearinsyra och oleinsyra.
Triglyceriderna utgör en stor andel av människans fettvävnad och därmed av kroppens energireserv. De lagras som fettdroppar i vita fettceller.
Triglycerider är fettsyror som används som acetyl-CoA och reagerar med glycerol-3-fosfat för att bilda TAG. Glycerol-3-fosfat bildas i glykolysen i fettvävnader som i tarmslemhinnan. I levern bildas glycerol-3-fosfat också från glykolysen men även från glycerol som reagerar med enzymet glycerolkinas. 